# Vireolanius
Vireolanius is een geslacht van zangvogels uit de familie vireo's (Vireonidae).

## Soorten
Het geslacht kent de volgende soorten:
- Vireolanius eximius  – Geelbrauwklauwiervireo
- Vireolanius leucotis  – Grijskapklauwiervireo
- Vireolanius melitophrys  – Bruinflankklauwiervireo
- Vireolanius pulchellus  – Groene klauwiervireo